# フエガラス

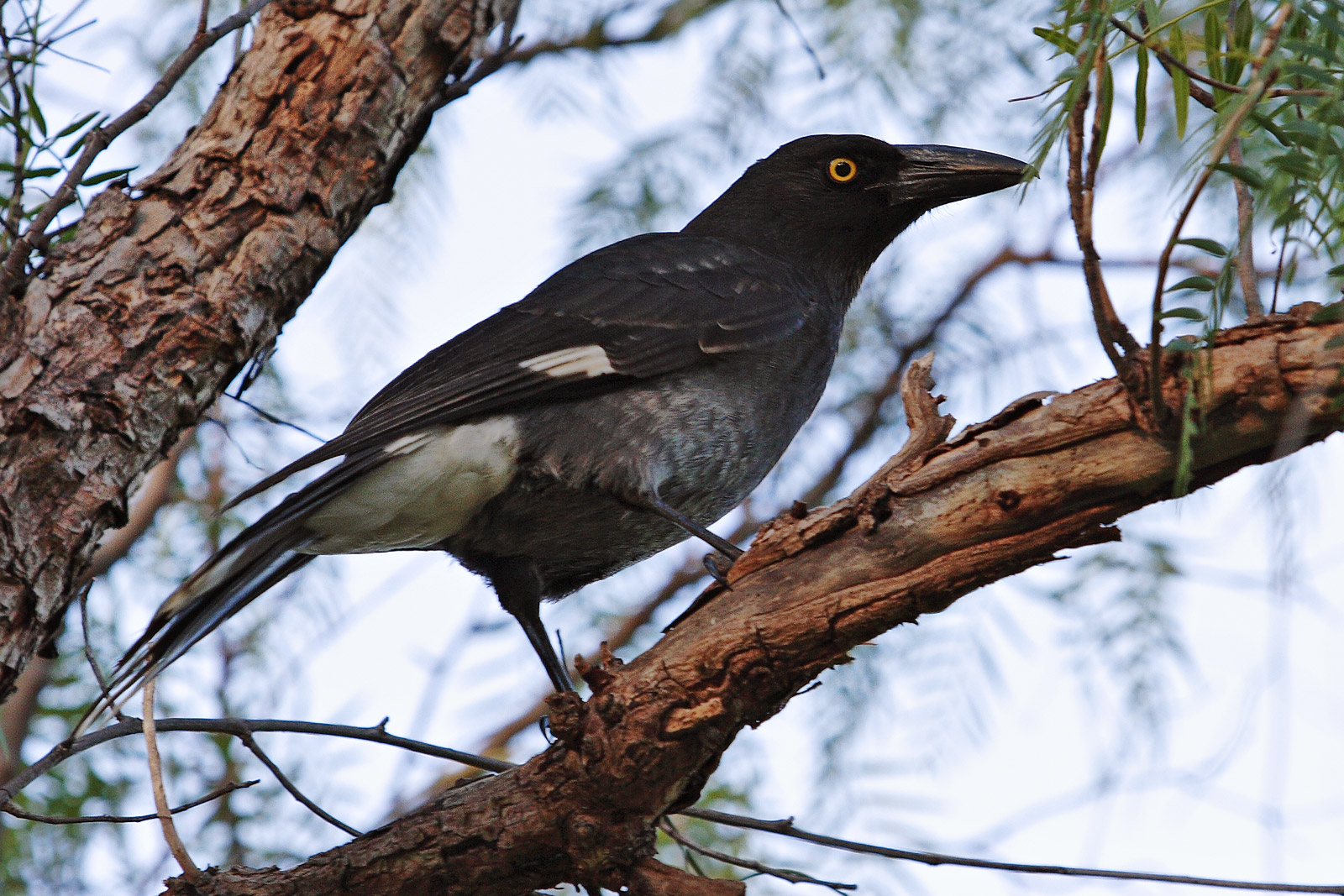
亜種S. g. nebulosa
ビクトリア州スイフト・クリーク

フエガラス（笛烏、学名Strepera graculina ）はオーストラリア東部およびロード・ハウ島に分布する中型、黒色のスズメ目フエガラス科の鳥類である。
フエガラスはモリツバメ科のモズガラス類やカササギフエガラスに近縁である。6亜種が記録されている。フエガラスは体長が約48cm、黒褐色の羽毛、下尾筒が白色、翼には白色のパッチがあり、虹彩は黄色、厚いくちばしをもつ、カラスに似た鳥類である。雌雄の外見は同じ。美しい鳴き声で知られ、英語名の「currawong」（カラワン）はアボリジニの言葉が起源とされる。

## 概要
分布域内では寒い時期に高所から低地へ移動するが、一般的に定住性である。食性は鳥類の卵や雛、無脊椎動物、果実や種子など様々な種を含む雑食性である。フエガラスは市街地によく順応した捕食者で、農村の森林地帯と同様に、公園や庭などでも見られる。繁殖には発達した森林を好むものの、生息地はすべての森林地域にある。ねぐらや繁殖、採食行動の大部分は樹上である。

## 分類
フエガラスは1790年にイギリスの鳥類学者George ShawによってCoracias strepera として最初に記載され、後に新設されたStrepera 属に移された。
学名のstrepera はラテン語で「うるさい」を意味し、graculina はニシコクマルガラスに似ているとして命名された。
フエガラスはタスマニアに生息するクロフエガラスに非常に近縁であり、クロフエガラスはフエガラスの亜種の一つであるとされることもある。フエガラスはクロフエガラスおよびハイイロフエガラスとともに、Strepera 属を形成する。
カラスに似た外見と生息地ではあっても、フエガラス類は真のカラス類とは近縁ではなく、かわりにカササギフエガラスやモズガラス類とともにフエガラス科に属する。これらカササギフエガラス属、Cracticus 属、Strepera 属の3属の類似性は早くから認められており、鳥類学者John Albert Leachのフエガラス類の筋肉組織の研究によって1914年にフエガラス科に分類された。
1985年に鳥類学者のチャールズ・シブリーおよびジョン・アールクィストは、モリツバメ類およびモズガラス類に非常に近縁であるとし、フエガラス科をCracticini分岐群の一つとして再分類し、カラス科モリツバメ科に分類した。

### 命名
植民地時代からの俗称は「縞のあるモズガラス」 (Pied Crow-shrike) である。他の一般名には鳴き声を連想させるもの、島の名前にもなったマトンバード（Mutton-bird）、地域名を付けたOtway Forester（Strepera graculina ashbyi ）のほか「縞のあるアフタヌーンティーの鳥」Pied Afternoon-tea Birdなどがある。「カラワン」（currawong）という通称はフエガラスの鳴き声に由来するといわれるものの、正確な起源は不明で、もっとも可能性がありそうな説はかつてブリスベン地域に住んでいたアボリジニのヤガラ族（英語）の言葉「garrawaŋ」にちなむといい、シドニー地域のダラグ族（英語）の言葉「gurawaruŋ」の可能性もある。

### 亜種
現在、主に大きさや羽毛の違いによって、6亜種に分類する。形態や大きさに一定の変化があり、南部のものほど羽毛はより明るく灰色で、体長はより大きく、くちばしはより短くなる。また、南部の個体群は尾羽の白色の模様がより顕著に見られ、初列風切り羽の基部にある白色のパッチはより小さい。
S. g. graculinaニュー・サウス・ウェールズ州シドニー地域から、クイーンズランド州ノーザン・クイーンズランド地方バーデキン川にかけてみられる。
S. g. ashbyi（英名：Western Victorian Pied Currawong）オーストラリアのアマチュア鳥類学者Gregory Mathewsにより、1913年に記載された。西部へ分布域を広げる亜種S. g. nebulosa との雑種化により減少している。2000年の調査では繁殖数は約250羽ほどと推計されるため、オーストラリア政府により絶滅寸前亜種に指定された。この亜種S. g. ashbyi は、羽毛が黒色で長い尾羽で短いくちばしの亜種S. g. nebulosa に似ている。亜種S. g. ashbyi の生息数は少ないものの、独立した亜種か、もしくは亜種S. g. nebulosa の色彩多型か疑念がある。これら2つの個体群が再び混在したとすると、ビクトリア州西部の玄武岩の平野によって隔てられた後に進化し、アボリジニによる定期的な火入れが行われなくなった18世紀後半以降、森林回復が進んだ影響と考えられる。雑種はグランピアンズ国立公園やヤラ・ヴァレーで確認されている。
S. g. crissalis（英名：Lord Howe Currawong）1877年にイギリスのナチュラリストRichard Bowdler Sharpeによって記載された。ロード・ハウ島への入植地によく適応しているが個体群は小さく、約70–80羽であるため、オーストラリア政府およびニュー・サウス・ウェールズ州政府により危急亜種に指定された。現在は亜種と見なされるが分子系統学による研究はされておらず、別種として再分類される可能性がある。
S. g. magnirostrisヨーク岬半島からノーザン・クイーンズランド地方のノーマンビー川にかけて見られる。1923年にヘンリー・L・ホワイトによって最初に記載された。亜種S. g. magnirostris は体がより長く、くちばしはより厚く、尾羽は他の亜種よりも短い。あまり研究されていない。
S. g. robinsoniアサートン高原にて見られる。1912年にGregory Mathewsによって最初に記載されたが、研究者によってはS. g. magnirostris と同一亜種と見なすこともある。 あまり研究されていないが、他の亜種よりも小さい。
S. g. nebulosaニュー・サウス・ウェールズ州南東部、オーストラリア首都特別地域およびビクトリア州中部で見られ、他の亜種とよく似ているが、くちばしは短めで尾羽は長め、翼はより大きい。灰黒色の背面は他の亜種より少し淡く、腹部は青灰色がかった黒褐色である。初列風切りの白色のパッチもまた小さい。鳥類学者で鳥類分類学者のRichard SchoddeおよびIan Masonによって、1999年に命名された。亜種S. g. graculina との交雑はニュー・サウス・ウェールズ州エデン北部からイラワラ地域にかけて、またブルー・マウンテンズ北西部に見られる。

## 生態
フエガラスは一般的に黒色の鳥で、初列風切り羽の基部および尾羽に白色のパッチがあり、下尾筒および上尾筒の基部が白色である。虹彩は黄色。成鳥は体長44–50cm（平均約48cm）で翼開長は56–77cm（平均約69cm）である。成鳥の雄は平均320g、雌は280gである。翼は長く幅が広い。長く厚いくちばしは頭部の約1.5倍で、先端はフック状である。
若鳥は成鳥と同じ外見であるが、全体的により明るい茶褐色で、尾羽の白色の帯はより狭い。背面は、首から頭にかけて濃い茶褐色の縞模様があり、腹部は明るい茶色である。目は濃茶色で、黒みがかったくちばしには黄色の斑点があり、口腔内は明るい黄色である。羽毛は成鳥になるまでだんだんと濃くなり、尾羽は発達が遅く、若鳥と成鳥の識別ポイントの１つである。
換羽は年に1回、繁殖期の後の晩夏に行う。寿命は野生下で20年超である。

### 鳴き声
フエガラスは飛翔中や日中に鳴く。特に朝とねぐら入り前の夕方、雨の前などによく鳴く。鳴き声は独特であり「カダカダン」や「カラワン」（Kadow-Kadang、Curra-wong ）と表現される。また笛のように甲高く、「フィーウ」Wheeo とも鳴く。ロード・ハウ島亜種S. g. crissalis の鳴き声はさらに特徴的で、もっと旋律的である。

### 類似種

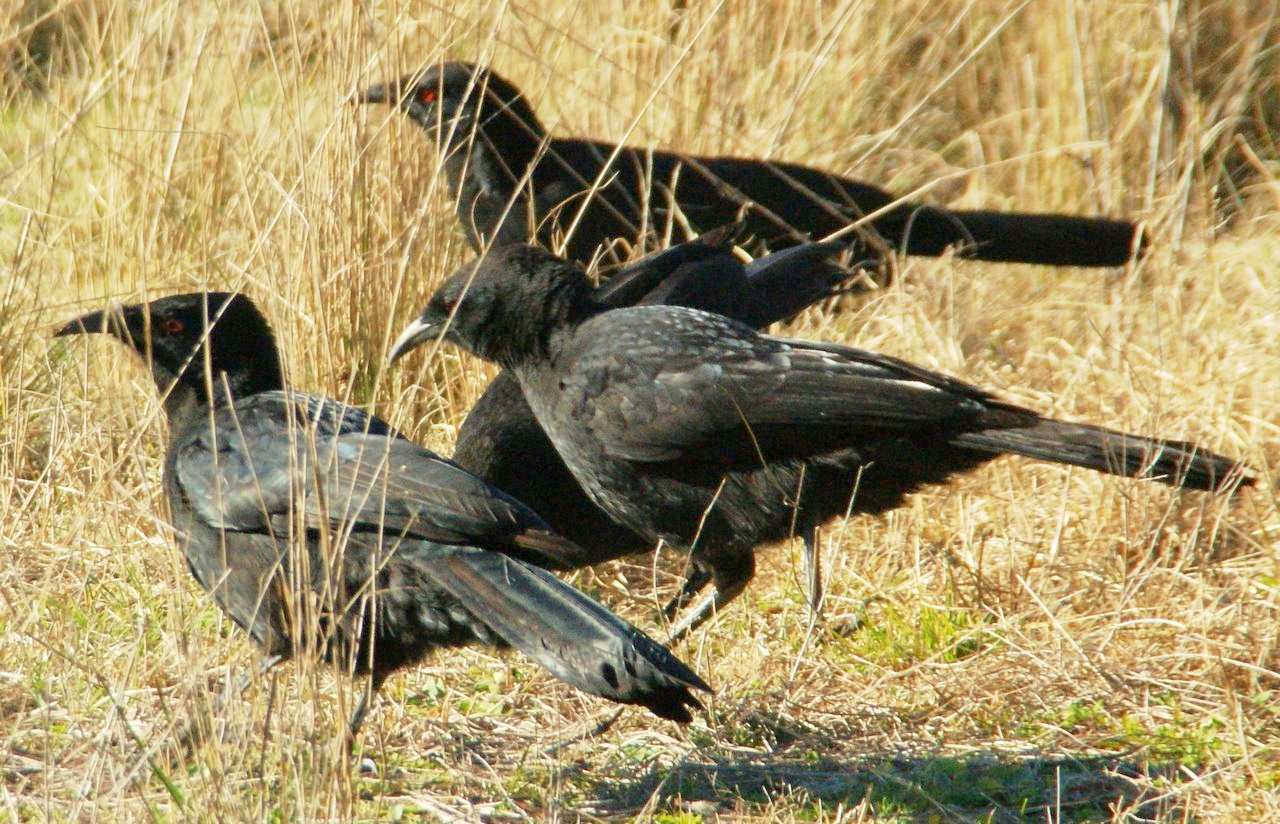
集団で餌を探すオオツチスドリ。

オオツチスドリ(Corcorax melanorhamphos )は外見が似ていてフエガラスよりも小型であるが、虹彩が赤く、主に地上で見かける。オーストラリアのカラス類はより大型で虹彩が白く、尾羽に白色部はない。カササギフエガラスはフエガラスと同じ大きさで虹彩が赤く、羽毛は明るい黒で飾り羽は白い。ハイイロフエガラスはより大型で全体により明るい灰色で、尾羽の白色の羽がないことから容易に識別できる。ビクトリア州北西部のハイイロフエガラス亜種S. v. melanoptera は他の亜種より黒さが濃く、フエガラスの初列風切りにある白いパッチはない。

## 分布

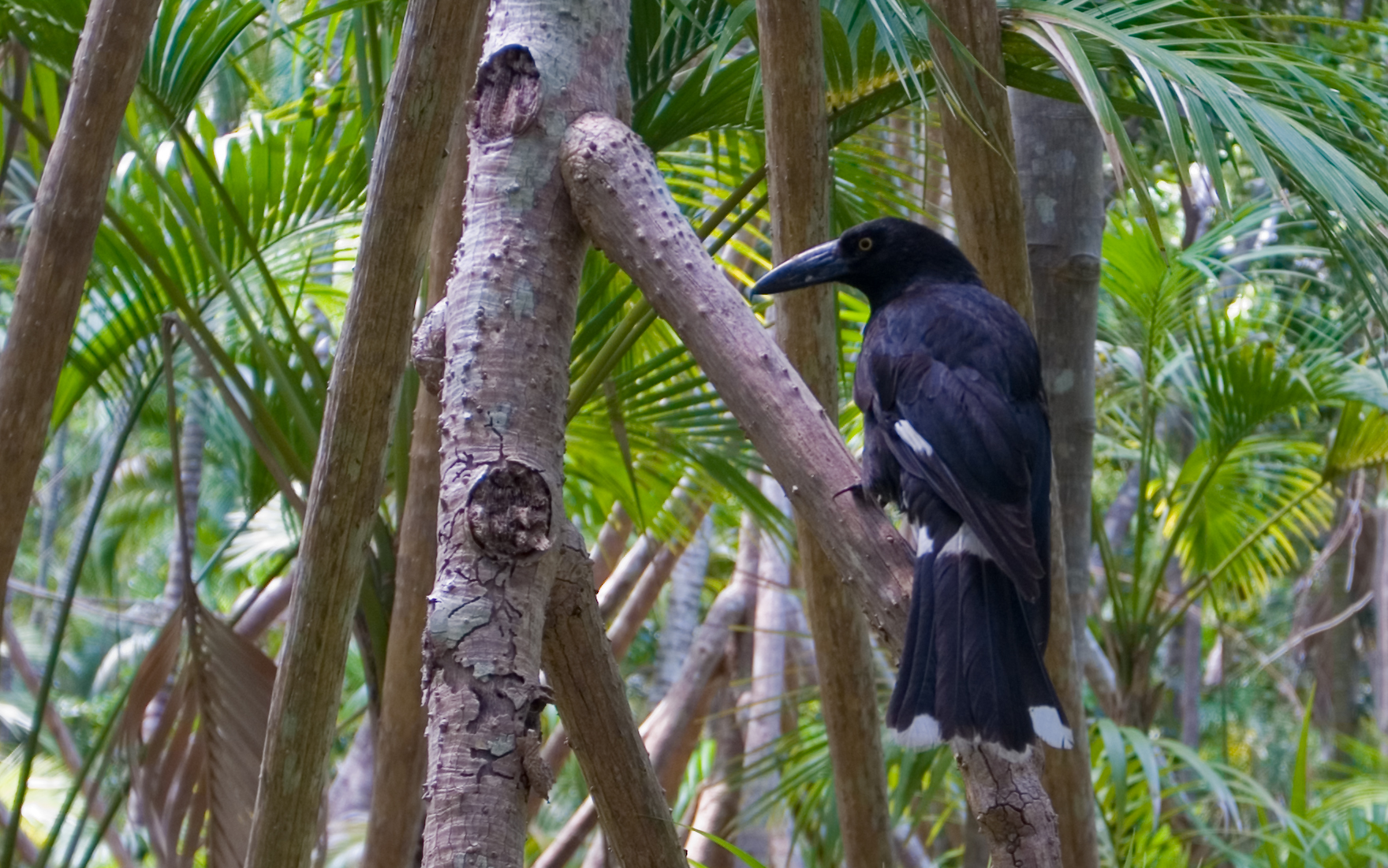
ロード・ハウ島亜種 S. g. crissalis

ロード・ハウ島に生息し絶滅危惧の指定を受けている亜種を除くと、フエガラスは一般にオーストラリア東部のヨーク岬半島からビクトリア州西部にわたる農村や郊外の湿潤硬葉樹林および硬葉樹林で見られる留鳥で、高地の個体群は冬には低地へ移動してくる。しかし、移動の範囲をめぐる論拠は一致せず、この種の移動に関してはあまり研究されていない。
フエガラスはヨーロッパ人の入植によく順応し、調査によるとオーストラリア東部の人口が増加したクイーンズランド州ナナンゴ、ビクトリア州ジーロング、ニュー・サウス・ウェールズ州境のバハームと同州のグレートディヴァイディング山脈に沿って北の高原ノーザン・テーブルランズ地方から南の平原サウス・ウェスト・スロープス地方まで、多くの地域で一般に見られるようになった。
個体数の増加はシドニーでは1940年代に、首都キャンベラでは1960年代に顕著である。両市では以前は冬鳥であったが、現在は年間を通して暮らし、繁殖もしている。シドニーでは庭園の優占種の一種としてどこにでも生息する。サウス・イースト・クイーンズランド地方で1980年から2000年の個体数調査を分析し、ブリスベン郊外を含めて増えていることが分かった。1992年のオーストラリア国内のフエガラスの全個体数調査により、1960年代の300万羽から、1990年初期に600万羽に倍増したことが判明した 。
フエガラスはビクトリア州ウィルソンズ岬の沖10kmに位置するロドンド島や、クイーンズランド州沖合の複数の島で記録されたように、ある程度の距離であれば海上を飛ぶことができる。しかし、グレート・バリア・リーフのトライオン島、ノース・ウェスト島、マストヘッド島、ヘロン島にはもう生息しない。ロード・ハウ島亜種の存在は、この変化の結果に決着をつける可能性があるかもしれない。en:Wilson's Promontory

## 他の生物種への影響

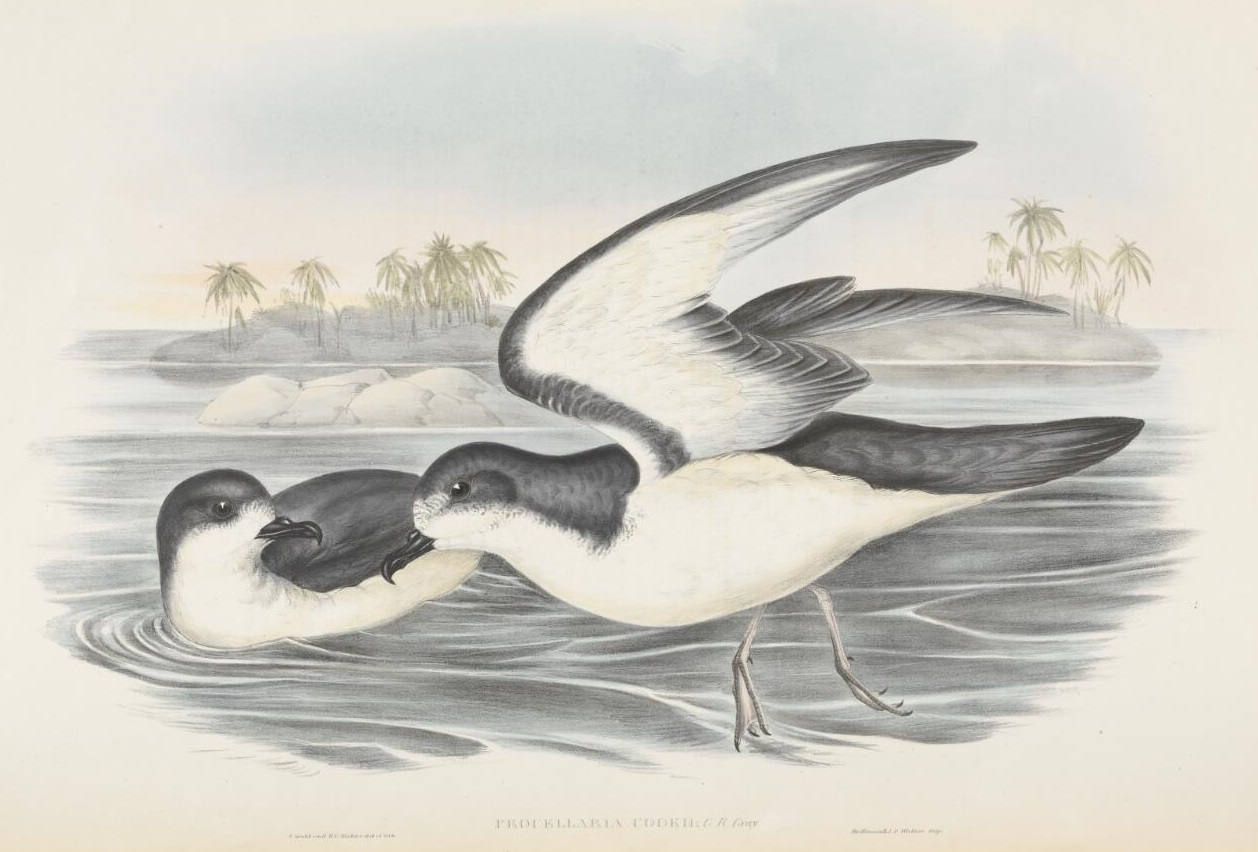
ミナミシロハラミズナギドリ。背景はキャベツ・ツリー島（ジョン・グールド画 "John Gould's Birds of Australia"）

巣の捕食に影響を受けやすい小型鳥類に対するフエガラスの影響は、議論を呼んでいる。つまり移入鳥類のほうがオーストラリア固有の鳥類より影響が大きいかどうか探る研究において、この種が重大な問題になっている一方で、マッコーリー大学のベイリーとブルームスタインはフエガラスの採餌習慣の観察を論文にまとめ、疑義を呈した。

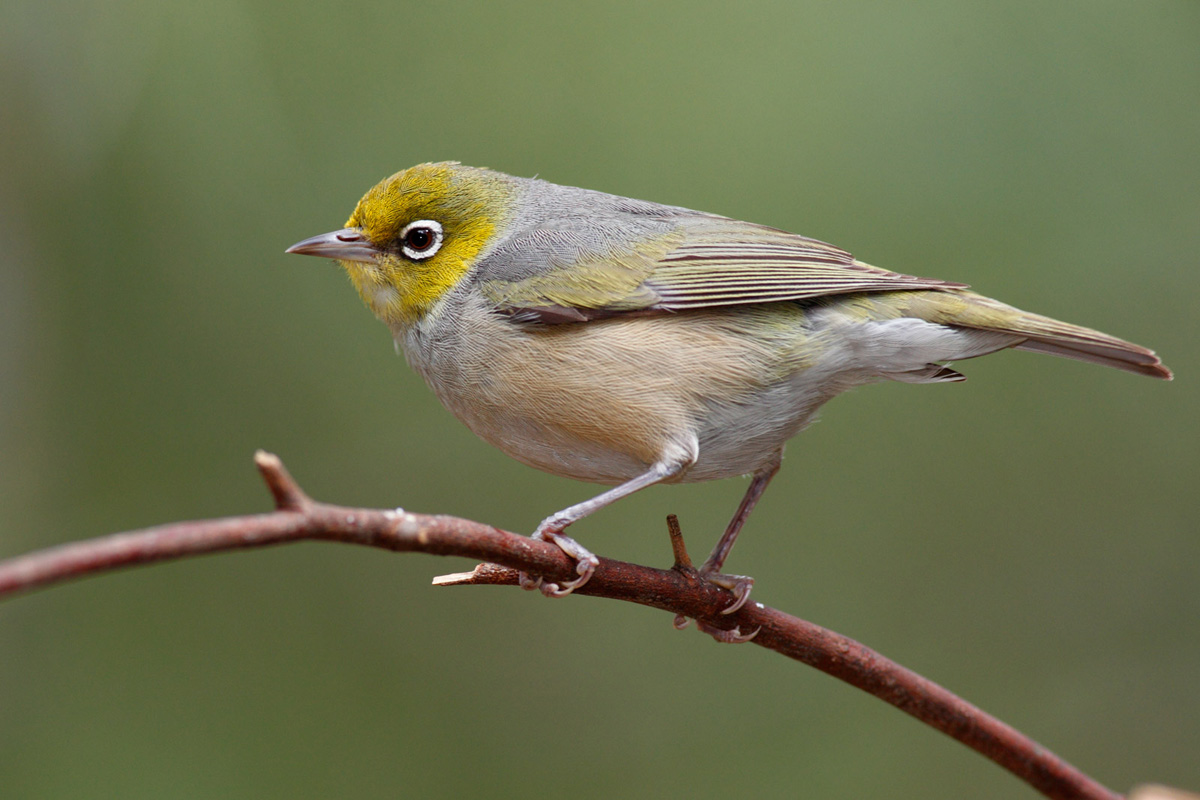
ハイムネメジロ（2010年1月）

しかしながら、ニュー・サウス・ウェールズ州キャベツ・ツリー島にあるミナミシロハラミズナギドリ（英語）のコロニー減少は、フエガラスによる捕食が要因の一つである（ポート・ステファンズ近傍）。つまり、成鳥のミズナギドリが捕食された記録があるためフエガラスを除去したところ、この島のミズナギドリは減少が止まり、絶滅の危機から脱している。さらに、ニュー・イングランド大学の2006年の調査では、ニュー・イングランド高原の巣を保護してフエガラスを駆除した後、ヒガシキバラヒタキとサンショクヒタキの繁殖成功率が上昇し、さらにヒガシキバラヒタキは地域的に絶滅していた場所でも生息が認められるようになった。シドニーの庭園にフエガラスがいると、ハイムネメジロ（英語）の存在に悪影響を与えることが立証されている。

### 植物の分布への影響
果実や種子を採餌し分散するフエガラスは、雑草の分布拡大に影響している。20世紀前半にフエガラスが駆除の対象だった理由は、トウモロコシやイチゴの食害と、オプンティア属のセンニンサボテンの分布拡大による深刻な侵略を促したからとされた。ロード・ハウ島においてもまた、ニワトリをおそうため駆除された。ところが林業ではナナフシ類の捕食者として、農業においてもコドリンガ（英語）の繭の捕食者として、益鳥として扱われる。
侵略的外来植物の分布拡大に介在し、シドニー地域ではアフリカ南部から持ち込まれたクサスギカズラ属の一種Asparagus densiflorus （英語）、アーミデイル周辺では生垣用に移入されたイボタノキ属のトウネズミモチや杻（L. sinense ）（英語）、トキワサンザシ属ピラカンサの仲間Pyracantha angustifolia （英語）、P. rogersiana （英語）などに影響している。

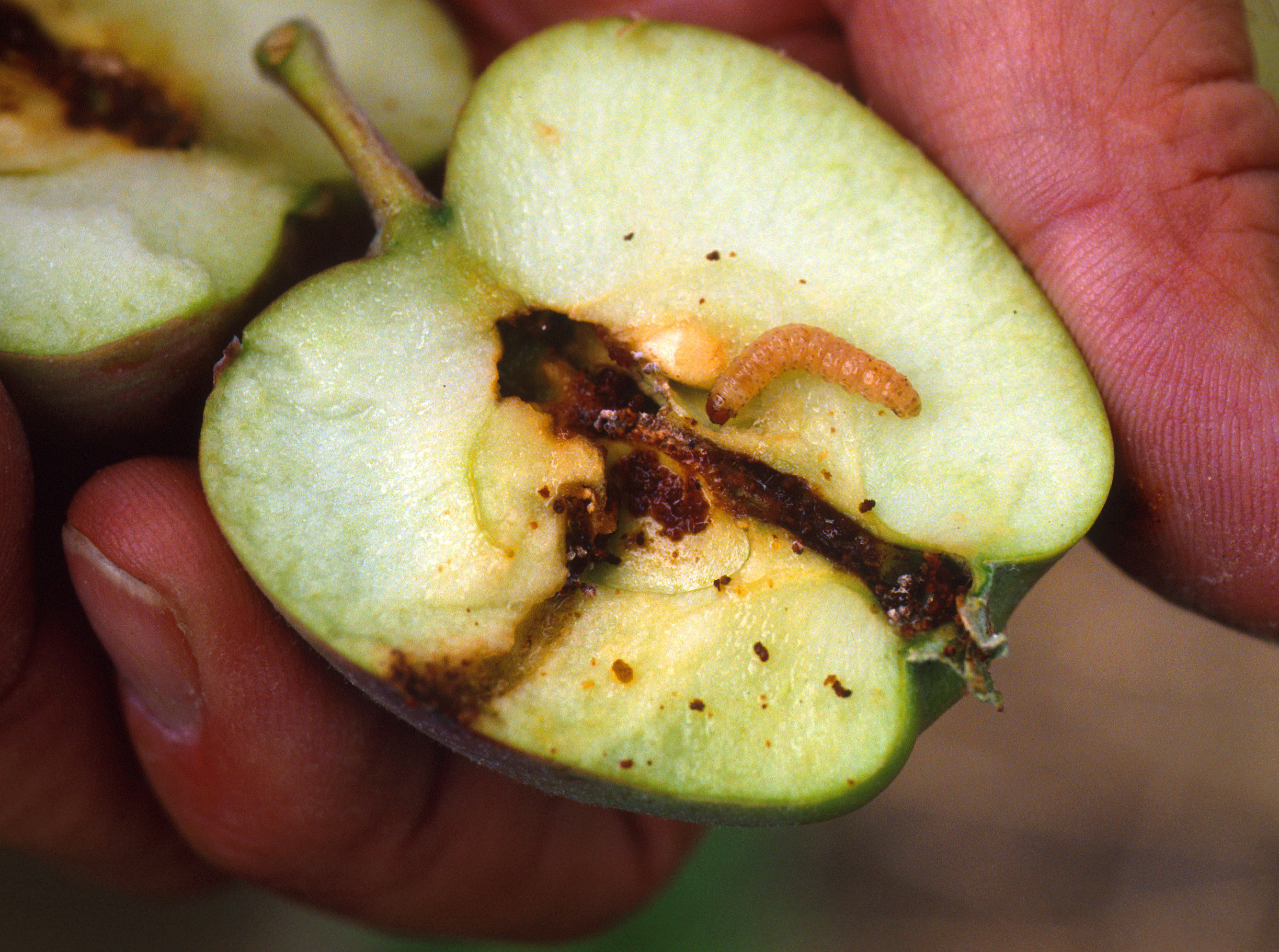
果実に食害をもたらすコドリンガの繭を食べる。
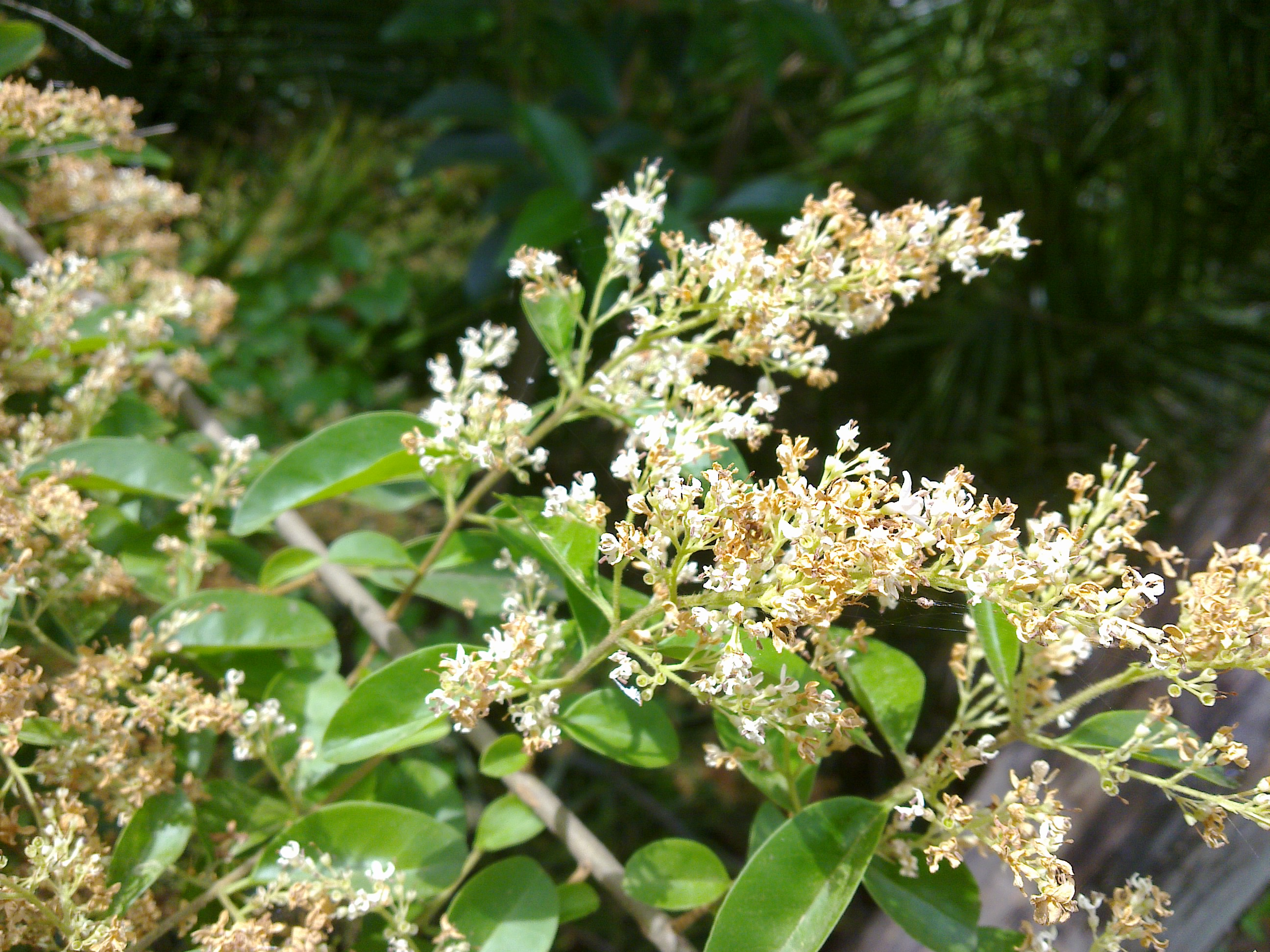
侵略的外来植物の杻 Ligustrum sinense の実は好物。
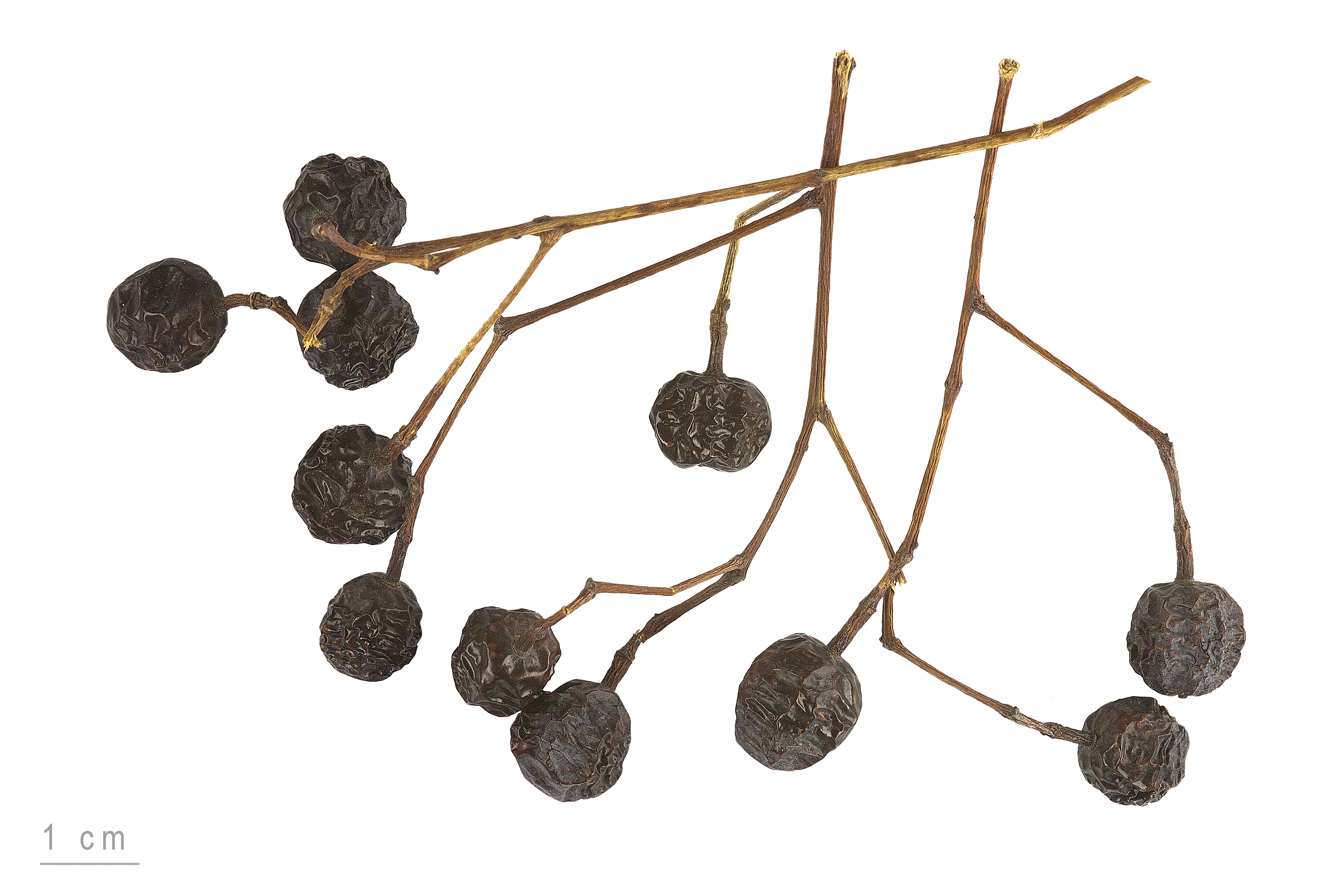
フエガラスが好むセンダンの実。

## 行動

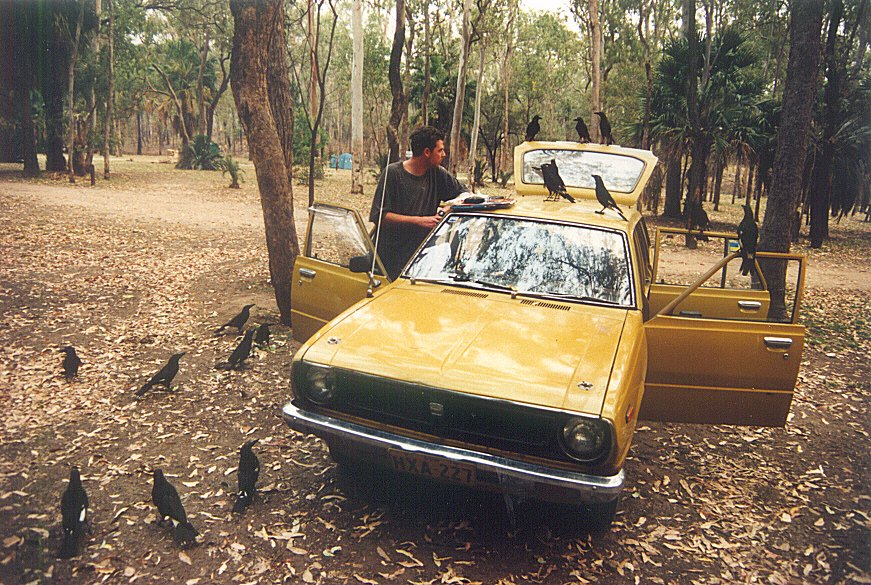
ピクニック広場で餌をもらう機会を狙うフエガラス、クイーンズランド州カーナボン渓谷

フエガラスは一般に地面から数mの樹上で採食するため、地上のカササギフエガラスと生息環境を共有することが出来る。夜間は大きな木や森林地帯で休み、早朝に餌を探すために分散し、夕方に戻ってくる。単独もしくは小さなグループで行動するが、秋から冬にかけては50羽以上の大きな群れを作ることもある。地上ではぴょんぴょんと跳びはねるか、胸を張るようにして歩く。
繁殖期になるとペアになり、なわばりを持ち、巣と採餌場所の両方を防衛する。緑の多いシドニー北郊で行われた1994年の調査によると巣との距離は平均250m、キャンベラでの調査（1990年）によると、400mの松の木の街道沿いに営巣する3つがいが観察され、なわばりはシドニーやウロンゴンでは約0.5–0.7ha、キャンベラでは7.9haであった。ただしこれらの数値は営巣地に限られ、もっと広範な採餌場所は含んでいない。
フエガラスはカラス類などの天敵を、くちばしで攻撃したり、急降下したり、空中で追撃したりしながら追い払う。フエガラスの他の個体には特有の脅しのディスプレイを行い、頭と体を地面と平行に伸ばし、くちばしを前方もしくは侵入者の方向に対して向け、頭を下げる。雄は脅しのディスプレイによってなわばり防御で優位に立ち、雌と巣を厳重に守る。
群れで遊ぶ習性もあり、最初に1羽が高い木やポール、尖塔の頂に留まり、他の鳥（挑戦者）が急降下したり、飛びかかったりして、追い払おうと挑む。相手が逃げると、成功した挑戦者が次の防戦役になり、群れの他の鳥の挑戦を受ける。
水浴びは深さ15cmほどの水たまりで行い、水の中にしゃがみこんで頭を水中に一度入れたのち、羽をふるわせる。ときには、先に泥や砂を利用してから水を浴びることもあり、水浴びを終えると羽づくろいを行う。また、蟻浴 (anting) が観察されている。
採食は夏は単独かペアで、秋や冬は主に市街地で群れで行う。採食を行うとき、カササギフエガラスやホシムクドリとともに群れることが多い。ハイイロフエガラスやアオアズマヤドリと行動することもある。オーストラリアチゴハヤブサ、アカエリツミ、キバタンなど他の鳥類から、食料を横取りする行動が記録された。同種内の攻撃が観察され、オーストラリア国立大学の研究者による2007年の研究ではフエガラスが落ち葉の上を歩く録音をマミジロヤブムシクイ(Sericornis frontalis )の雛に聞かせると、静かになった。

### 食性

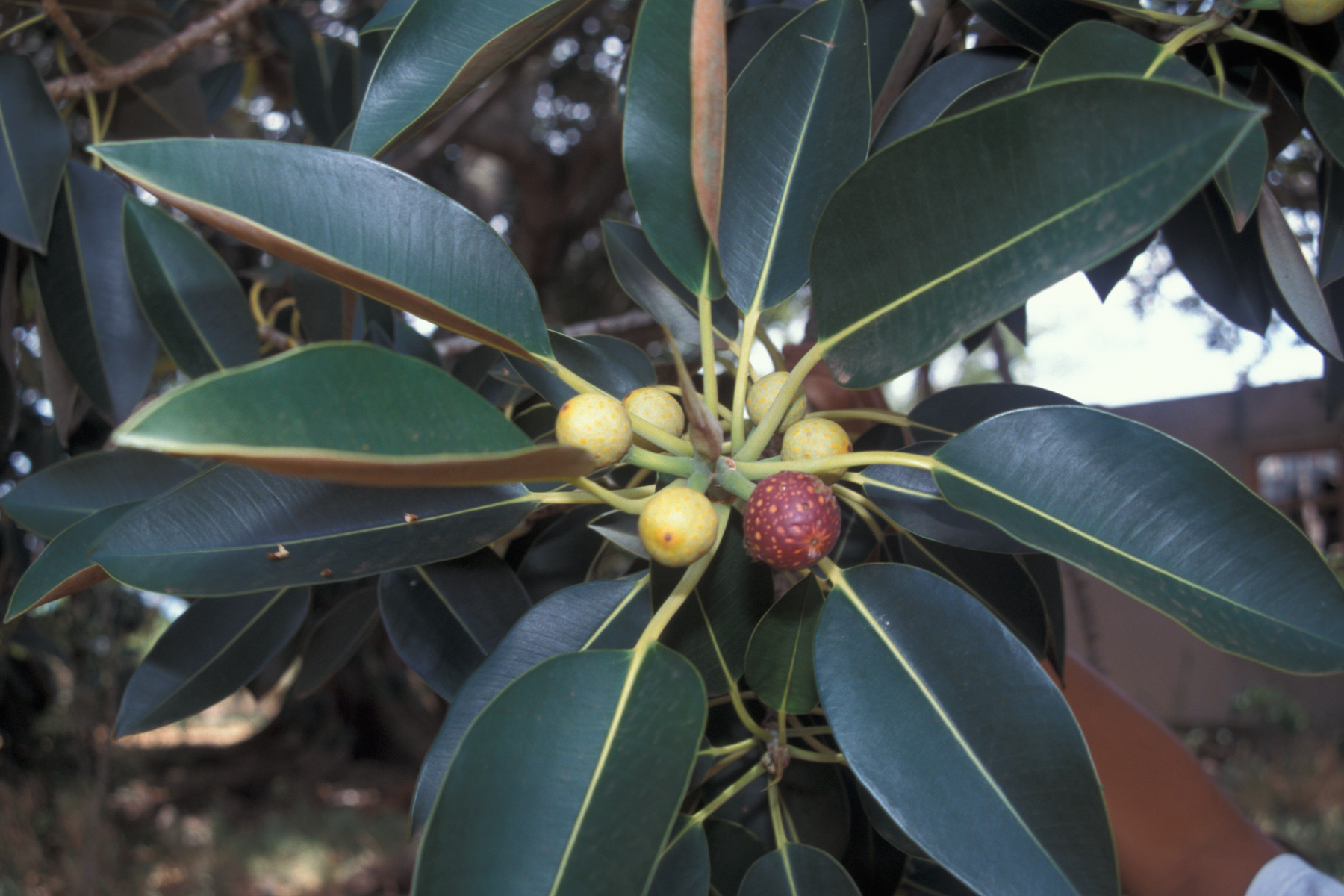
モートン・ベイ・イチジク Ficus macrophylla

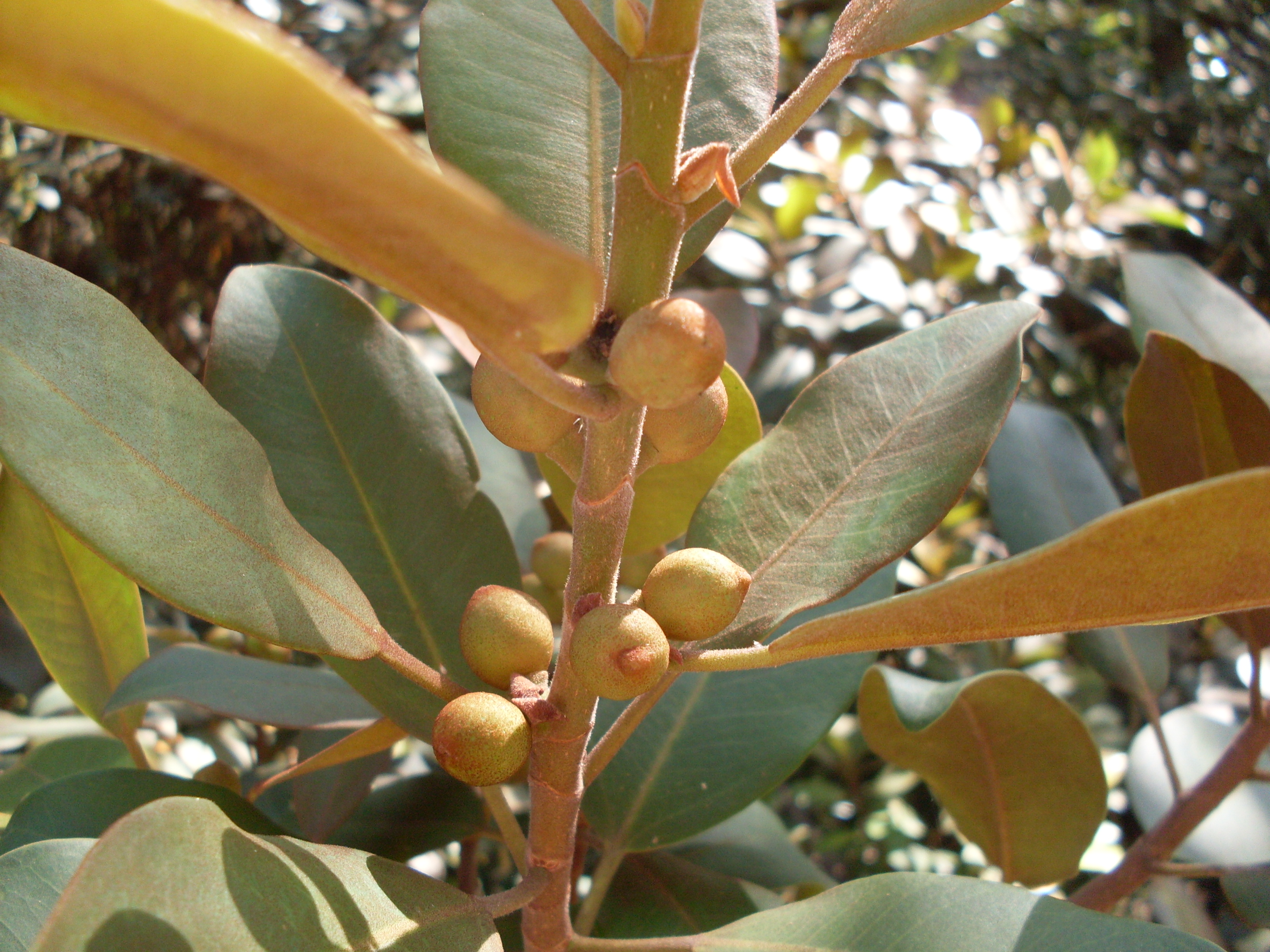
ポート・ジャクソン・イチジク F. rubiginosa

雑食で、果実、多くの無脊椎動物、小さな脊椎動物や幼鳥や鳥の卵などを食べる。フエガラスは樹上の巣から鳥や卵、樹木から昆虫や果実を採餌する。また空中や地上で採餌することもある。夏期には昆虫が、冬期は果実が食の中心を占める。残飯やゴミなどをあさることもあり、ピクニック広場や給餌台の近くでは、人慣れして餌をもらうことを恐れなくなる。もっともよく消費する昆虫は甲ちゅう類やアリ類である。ネズミ、農場ではニワトリやシチメンチョウの雛を捕食した記録がある。

フエガラスはイチジクの仲間のモートン・ベイ・イチジク(Ficus macrophylla )やポート・ジャクソン・イチジク(F. rubiginosa )、バンヤン・イチジク(F. virens )、シメコロシイチジク(F. watkinsiana )などを含む果実、 ピラカンサの仲間en:Pyracantha angustifolia （英語）、センダン、オーストラリア東海岸固有種のイラワラプラムやヤマモガシ科属（英語）の実などを採食する。また果樹園にも現われてりんご、洋梨、いちご、ブドウの果肉や核果、柑橘類を食し、畑でとうもろこしなどを盗むことでも知られている。

### 繁殖
いろいろなタイプの森林で見られるが、繁殖にはよく成長した森林を好む。一般にフエガラスは春に孤立していないユーカリの高木を営巣木に選び、草や木の皮で分厚い巣を作る。1回の産卵で、3卵を産む。明るいピンク色の卵には、濃色の桃褐色およびラベンダー色の斑点があり、形は細長く約30mm×42mm。雌が単独で抱卵し、その期間は巣の観察が困難であるため明らかではないが、産卵から孵化まで約30日ほどである。
多くのスズメ目鳥類と同じように、生まれたての雛は無毛で晩成のため目が見えず、長期間を巣で過ごす（留巣性）。灰褐色の羽毛（ダウン）は急速に生え揃い、両親が若鳥に給餌するが、雄は孵化から数日後までは、直接、雛に給餌を開始することはない。en:Altriciality

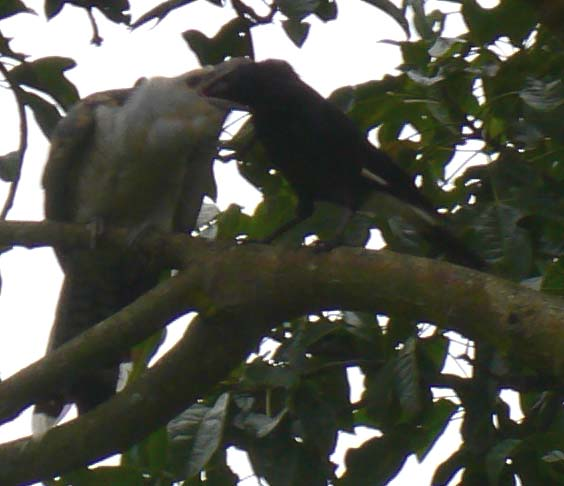
托卵されオオオニカッコウの仲間の雛を育てる

オオオニカッコウはフエガラスの巣に托卵し、仮親に育てさせる。その卵はフエガラスの卵に非常によく似ている。巣を訪れフエガラスの親鳥が逃げると、オオオニカッコウはフエガラスの幼鳥を捨てたり、幼鳥の首を食い切る。またフエガラスが雛を捕食される相手にアカハラオオタカ (Accipiter fasciatus )やレースオオトカゲの記録がある。